# Omega-6-fettsyra

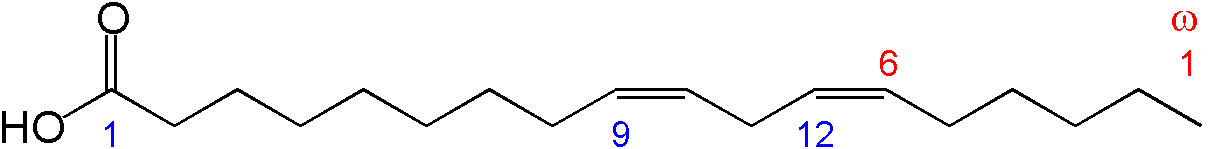
Kemisk struktur för linolsyra

En omega-6-fettsyra (ω-6-fettsyra) är en fleromättad fettsyra där den sista dubbelbindningen mellan två kolatomer återfinns sex positioner från molekylens sista kolatom, det vill säga sex positioner från fettsyrans ände med en metylgrupp.
Ett exempel på en omega-6-fettsyra är linolsyra, som är en essentiell fettsyra, det vill säga en fettsyra som kroppen är beroende av, men inte kan syntetisera själv utan får i sig genom matintag.